# Joe Galea
Joseph "Joe" Galea (ur. 9 lutego 1965) – piłkarz maltański grający na pozycji obrońcy. W swojej karierze rozegrał 60 meczów w reprezentacji Malty.

## Kariera klubowa
Swoją karierę piłkarską Galea rozpoczął w klubie Rabat Ajax. W 1985 roku awansował do kadry pierwszego zespołu i w sezonie 1985/1985 zadebiutował w nim w pierwszej lidze maltańskiej. W 1986 roku wywalczył z nim tytuł mistrza Malty. W Rabat Ajax grał do końca sezonu 1992/1993.
W 1993 roku Galea przeszedł do zespołu Ħamrun Spartans. Występował w nim przez sezon. W 1994 roku odszedł do Birkirkary FC. W sezonie 1996/1997 wywalczył z nią wicemistrzostwo kraju. W sezonie 1997/1998 grał w Sliemie Wanderers, a w latach 1998–2002 ponownie w Rabat Ajax. W 2002 roku zakończył karierę.

## Kariera reprezentacyjna
W reprezentacji Malty Galea zadebiutował 24 stycznia 1987 roku w przegranym 0:5 meczu eliminacji do Euro 88 z Włochami, rozegranym w Bergamo. W swojej karierze grał też w: eliminacji do MŚ 1990, Euro 92, MŚ 1994, Euro 96 i MŚ 1998. Od 1987 do 1997 roku rozegrał w kadrze narodowej 60 meczów.